# Konstancja wrocławska
Konstancja (ur. najpóźniej w 1227, zm. 21 lub 23 lutego 1257) – księżniczka śląska, księżna kujawska z dynastii Piastów.
Córka księcia śląskiego, krakowskiego i wielkopolskiego Henryka II Pobożnego oraz Anny, córki króla Czech Przemysła Ottokara I. Żona księcia kujawskiego Kazimierza I. Matka książąt: sieradzkiego, łęczyckiego, sandomierskiego i krakowskiego Leszka Czarnego oraz inowrocławskiego Ziemomysła.

## Życiorys

### Narodziny i wychowanie
Konstancja urodziła się najpóźniej w 1227, ponieważ gdy w 1239 wychodziła za mąż, zgodnie z ówczesnym prawem kanonicznym, musiała mieć co najmniej 12 lat. Spośród jej sióstr tylko Gertruda wcześniej zawarła związek małżeński, stąd Konstancję uważa się za drugą pod względem starszeństwa córkę Henryka II Pobożnego i Anny czeskiej. Umownie wśród potomstwa książęcej pary jest umieszczana na czwartym miejscu.
Jej imię nawiązywało do babki ze strony matki – Konstancji, królowej czeskiej, córki króla Węgier Beli III.
Otrzymała być może jeszcze staranniejsze wychowanie niż jej przyszły małżonek, Kazimierz I kujawski, którego preceptorem był Jan Czapla. Podobnie jak jej rodzeństwo została umieszczona przez rodziców w klasztorze trzebnickim, gdzie kształciła się pod czujnym okiem babki Jadwigi. Przebywanie u boku przyszłej świętej wywarło wpływ na Konstancję, dzięki czemu była ona osobą pobożną. Być może podobnie oddziaływała na swojego pierworodnego syna Leszka.

### Małżeństwo z Kazimierzem I kujawskim

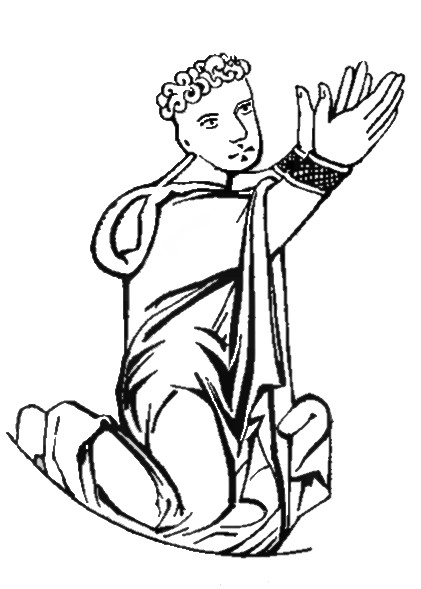
Kazimierz I kujawski na patenie fundacji Konrada I mazowieckiego

W 1239 we Wrocławiu Konstancja poślubiła księcia kujawskiego Kazimierza I. W literaturze utrzymują się dwie teorie na temat genezy tego małżeństwa.
Pierwsza z nich głosi, że było ono wynikiem polityki jej ojca, Henryka II Pobożnego chcącego poprzez ślub córki z synem Konrada I mazowieckiego osłabić mazowieckiego rywala, przeciwko któremu od lat wraz z ojcem, Henrykiem I Brodatym, walczył o Kraków. Związek ten przypieczętowywał sojusz polityczny książąt śląskiego i kujawskiego. Rozwścieczony tymi planami Konrad miał kazać zamordować prowadzącego przedmałżeńskie negocjacje scholastyka płockiego Jana Czaplę, za co została nałożona na niego klątwa, a jego ziemie zostały obłożone interdyktem.
Drugi pogląd mówi, że zmagającemu się z wewnętrznymi i zewnętrznymi problemami Henrykowi Pobożnemu zależało na dobrych relacjach z Konradem mazowieckim, a małżeństwo jego córki z synem księcia mazowieckiego miało być skutecznym sposobem na zacieśnienie tej współpracy. W posagu Konstancja wniosła mężowi kasztelanię lądzką. Okręg ten stał się przyczyną walk pomiędzy Kazimierzem a Bolesławem Pobożnym toczonych w latach 1258–1262, zakończonych zdobyciem spornej ziemi przez księcia wielkopolskiego.
Mąż Konstancji urodził się między 1210 a 1213. Był drugim synem Konrada I mazowieckiego i Agafii Światosławówny. Za życia ojca, w 1230 lub 1231, objął panowanie na Kujawach, a po jego śmierci w 1247, wbrew woli zmarłego a kosztem najmłodszego brata Siemowita I, do swojej domeny dołączył także ziemie łęczycką i sieradzką. Był trzykrotnie żonaty. Przed poślubieniem Konstancji zawarł związek małżeński z Jadwigą, której pochodzenie nie jest znane – prawdopodobnie była ona córką księcia wielkopolskiego Władysława Odonica. Małżeństwo to zapewne pozostało bezdzietne. Natomiast po śmierci Henrykówny pojął za żonę Eufrozynę, córkę Kazimierza I opolskiego. Zawarcie tego małżeństwa w połowie roku 1257, a więc zaledwie w kilka miesięcy po śmierci Konstancji zostało zapewne bardzo źle odebrane przez jej dwóch synów, co prawdopodobnie było jedną z przyczyn nie najlepszych stosunków pomiędzy nimi a ojcem w latach następnych. Ze związku z Eufrozyną pochodził m.in. król Polski Władysław I Łokietek. Kazimierz I kujawski zmarł 14 grudnia 1267.
W czasie trwającego kilkanaście lat małżeństwa Konstancja urodziła dwóch synów: Leszka Czarnego, księcia krakowskiego w latach 1279–1288, i Ziemomysła inowrocławskiego.

### Śmierć
Dwa nekrologi informujące o śmierci Konstancji zawierają różne daty dzienne: Nekrolog strzeleński podaje, że zmarła 21 lutego, według Nekrologu opactwa św. Wincentego we Wrocławiu jej śmierć nastąpiła 23 lutego. W źródłach po raz ostatni jako żyjąca występuje w dokumencie z 25 maja 1252, natomiast jako zmarła jest wymieniona w dokumencie z 3 maja 1257. Zmarła zatem 21 lub 23 lutego między 1253 a 1257. Z uwagi na to, że jedyne trzy wzmianki o jej śmierci w dokumentach Kazimierza I pochodzą z roku 1257 (3 maja, 16 września, 10 listopada), uznaje się, że zmarła w tym samym roku.
Miejsce pochówku Konstancji nie jest znane.
W dokumencie z 16 września 1257, wystawionym przez jej dwóch synów wraz z ojcem dla biskupa chełmińskiego Heidenryka, Leszek i Ziemomysł, chcąc uczcić pamięć matki, przykazali kanonikom chełmińskim odprawianie codziennej mszy za jej duszę.